# Giovanni Carlo Odino
Giovanni Carlo Odino, nomi di battaglia Italo, (Genova, 9 agosto 1894 – Passo del Turchino, 19 maggio 1944), è stato un militare e partigiano italiano, decorato di medaglia d'oro al valor militare alla memoria nel corso della seconda guerra mondiale.

## Biografia
Nacque a Genova il 9 agosto 1894, figlio di Francesco e Rosa Calleri.  Lavorava come commerciante a Genova quando fu arruolato nel Regio Esercito nell'ottobre 1914 in forza al 1º Reggimento "Granatieri di Sardegna".  Dal 24 maggio 1915 prese parte con il reggimento alla prima guerra mondiale raggiungendo il grado di sergente. Posto in congedo nel settembre 1919, nel 1928 fu promosso sottotenente di complemento nel 3º Reggimento "Granatieri di Sardegna" dove prestò servizio di prima nomina. Tenente nel marzo 1935 e capitano nel marzo 1941, due anni dopo, nel marzo 1943, fu richiamato in servizio attivo presso il deposito del 38º Reggimento fanteria "Ravenna" ed assegnato al campo di concentramento prigionieri di guerra di Gavi, provincia di Alessandria, dove si trovava alla dichiarazione dell'armistizio dell'8 settembre 1943. Datosi alla macchia, prese contatto con gli esponenti del Comitato di Liberazione Nazionale di Genova e nel gennaio 1944, costituiva, assumendone il comando, la prima Brigata autonoma militare, cui successivamente fu dato il suo nome. Catturato nella zona del Monte Tebbio assieme al suo unico figlio, durante il grande rastrellamento della Pasqua 1944, fu rinchiuso prima nelle carceri di Voltaggio, quindi in quelle di Marassi, a Genova ed infine nella Casa dello studente sede delle SS tedesche. Venne fucilato sul Passo del Turchino il 19 maggio 1944, e venne decorato con la medaglia d'oro al valor militare alla memoria. Il suo nome è indicato fra i trenta maggiori eroi della Resistenza ligure.